# آافیر
آافیر (به لاتین: Aafir) در الجزایر با جمعیت ۱۲٬۶۱۳ نفر است که در استان بومرداس واقع شده‌است.